# Doreng
Doreng is een bestuurslaag in het regentschap Demak van de provincie Midden-Java, Indonesië. Doreng telt 2313 inwoners (volkstelling 2010).